# Mike Starr
Mike Starr (New York, 29 juli 1950), is een Amerikaans acteur. Hij werd geboren in de wijk Flushing. Starrs oudere broer, Beau Starr, is ook acteur. Starr studeerde af aan de Hofstra University.
Vanwege zijn grote gestalte wordt Mike Starr vaak getypecast als gangster of politieman, zijn komisch talent komt tot uiting in leuke bijrollen (Mad Dog and Glory, Dumb and Dumber).

## Filmografie
- Lonely Streets (2007)
- The Black Dahlia (2006)
- The Ice Harvest (2005)
- Mickey (2004)
- Jersey Girl (2004)
- Elvis has left the building (2004)
- Knockaround Guys (2001)
- Tempted (2001)
- The Cactus Kid (2000)
- Summer of Sam (1999)
- Snake Eyes (1998)
- The Deli (1997)
- James and the Giant Peach (1996)
- A Pyromaniac's Love Story (1995)
- Dumb and Dumber (1994)
- On Deadly Ground (1994)
- Ed Wood (1994)
- Mad Dog and Glory (1993)
- The Bodyguard (1992)
- Billy Bathgate (1991)
- Miller's Crossing (1990)
- Goodfellas (1990)
- Uncle Buck (1989)
- Lean on Me (1989)
- Funny Farm (1988)
- Radio Days (1987)
- Cat's Eye (1985)
- The Last Dragon (1984)
- The Natural (1984)
- The Bushido Blade (1981)
- Cruising (1980)

## Televisieoptredens
- 3rd Rock from the Sun
- Ed
- Frasier
- Home Improvement
- House M.D.
- Joan of Arcadia
- Law & Order
- Law & Order: Criminal Intent
- Scrubs
- Star Trek: Deep Space Nine
- The West Wing
- Without a Trace

- Biblioteca Nacional de España: XX1728425
- Gemeinsame Normdatei: 1015768946
- International Standard Name Identifier: 0000 0000 7908 8789
- Library of Congress Control Number: no2002075603
- MusicBrainz: 820e1505-8173-4c7e-a286-0a146917460b
- Système universitaire de documentation: 164069372
- Virtual International Authority File: 75988810
- WorldCat: E39PBJxGYhTMw3mHkGCccXf6rq